# Полицейская
Полицейская (итал. La poliziotta) — итальянский комедийный фильм режиссера Стено. Премьера состоялась 15 ноября 1974 года. Съемки фильма проходили в городе Бергамо.
В 1975 года Марианджела Мелато получила награду «Давид ди Донателло» за лучшую главную женскую роль.

## Сюжет
Джованна красивая и привлекательная девушка, но она имеет проблемы с мужчинами. Каждый хочет лишь использовать ее — друг и парень Клаудио, судья, на которого она работала секретарем. Она разочаровалась в обществе и решает уехать из города. Однако на вокзале она заметила рекламу о наборе в полиции женщин. Ее кумиром является Жанна д’Арк и поэтому Джованна решает стать полицейским. С помощью магистра Руггеро Патане девушка разоблачает ряд интриг и действий коррупции, осуждая даже своего начальника капитана Марчеллини. Однако коррупция разрослась от мэрского кресла до самого сенатора из Рима ведь мэр и сенатор брать.